# Старосілецька сільська територіальна громада
Старосілецька сільська територіальна громада — територіальна громада в Україні, в Житомирському районі Житомирської області. Адміністративний центр — село Старосільці.

## Населені пункти
До складу громади входять 16 сіл: Високий Камінь, Городське, Гуменники, Кам'яний Брід, Кашперівка, Козіївка, Минійки, Новогородецьке, Садове, Слобідка, Смиківка, Старосільці, Торчин, Травневе, Червоний Гай та Червоний Ровець.

## Історія
Утворена 12 червня 2019 року шляхом об'єднання Городської, Гуменницької, Кам'янобрідської, Козіївської, Минійківської, Садівської, Слобідської, Старосілецької та Торчинської сільських рад Коростишівського району.
Склад громади затверджено розпорядженням Кабінету Міністрів України № 711-р від 12 червня 2020 року «Про визначення адміністративних центрів та затвердження територій територіальних громад Житомирської області».
Відповідно до постанови Верховної Ради України від 17 червня 2020 року «Про утворення та ліквідацію районів», громада увійшла до складу новоствореного Житомирського району Житомирської області.

## Старостинські округи
Городський, Гуменницький, Кам'янобрідський, Минійківський, Слобідський, Торчинський.